# Ralph Evans (Segler)
Ralph Liggett Evans junior (* 7. Februar 1924 in New York City; † 23. Juli 2000 in Darien) war ein US-amerikanischer Segler.

## Erfolge
Ralph Evans, der für den Massachusetts Bay Area Club segelte, nahm an den Olympischen Spielen 1948 in London in der Bootsklasse Firefly teil. Er belegte mit 5408 Punkten den zweiten Platz hinter Paul Elvstrøm und vor Koos de Jong und sicherte sich damit die Silbermedaille.
Während des Zweiten Weltkriegs war Evans Jagdpilot bei der US Air Force im Flugzeugtyp Vought F4U Corsair. Nach dem Krieg studierte er am Massachusetts Institute of Technology.